# Longville (Minnesota)
Longville è un comune degli Stati Uniti d'America, situato nello Stato del Minnesota, nella contea di Cass.